# Contarinia tanaceti
Contarinia tanaceti är en tvåvingeart som beskrevs av Rubsaamen 1921. Contarinia tanaceti ingår i släktet Contarinia och familjen gallmyggor. Inga underarter finns listade i Catalogue of Life.